# Tanita breviceps
Tanita breviceps är en insektsart som först beskrevs av Bolívar, I. 1882.  Tanita breviceps ingår i släktet Tanita och familjen Pyrgomorphidae. Inga underarter finns listade i Catalogue of Life.